# Dmitri Starodub
Bản mẫu:Eastern Slavic name
Dmitri Aleksandrovich Starodub (tiếng Nga: Дмитрий Александрович Стародуб; sinh ngày 19 tháng 5 năm 1995 ở Vladivostok) là một cầu thủ bóng đá người Nga hiện tại thi đấu cho FC Veles Moskva.

## Sự nghiệp câu lạc bộ
Anh ra mắt tại Giải bóng đá ngoại hạng Nga vào ngày 21 tháng 3 năm 2015 cho F.K. Arsenal Tula trong trận đấu với P.F.K. CSKA Moskva.